# Ljudski kapital
Ljudski kapital označava na području gospodarstva osobna znanja i vrlina u svijesti suradnika. 
Intelektualne i komunikacijske vještine, intelektualni kapital, praktične vještine i motivacija posebno se stječu tijekom obrazovanja, a pridonose stvaranju novih vrijednosti.
U teoriji ljudskog kapitala na području narodnog gospodarstva ljudski kapital se smatra u smislu ulaganja u obrazovanje. Prema Erich Gutenbergu ljudski kapital je u gospodarstvu čimbenik kao i fizički kapital. 